# God Put a Smile upon Your Face
«God Put a Smile upon Your Face» — песня британской альтернативной рок-группы Coldplay. Она написана всеми участниками группы для их второго альбома A Rush of Blood to the Head. Песня была выпущена 14 июля 2003 в качестве четвёртого сингла с A Rush of Blood to the Head.

## Предыстория
Композиция родилась из-за того, что мы играли вживую и хотели сделать что-то с немного большей отдачей. Мы действительно погружались в такие вещи, как Пи Джей Харви и Muse – вещи с немного большей энергиейКрис Мартин
Когда басиста группы Гая Берримана спросили о разработке песни, во время показа трека, он сказал

Когда мы пришли записывать его в студию, мы боролись, потому что с ним было что-то не совсем правильное, и я был недоволен тем, где мы его оставили, и где мы были счастливы оставить его, не могли понять, на что способны. Я и Крис просто сидели, пытаясь провести мозговой штурм и решить, что было неправильно, поэтому я начал пытаться просто сыграть несколько разных басовых партий и все такое. Вдвоем мы придумали именно такой грув, который остается на одной и той же ноте, а не меняется, это довольно технично, но это как бы добавило немного отскока в песню, и это заставило ее катиться в гораздо большей степени. Раньше это было немного механически, и просто интересно, как что-то вроде этого может действительно изменить всю атмосферу песни. Это было просто здорово, потому что он почти не попал на пластинку, но теперь это один из наших любимых треков.

## Анализ композиции
Теперь, когда ты разберешься, я хуже тебя

Да, когда ты разберешься, я хотел

Теперь, когда ты разберешься где провести черту 

Ваша догадка так же хороша, как и моя
Now when you work it out, I'm worse than you

Yeah, when you work it out I wanted to

Now, when you work out where to draw the line

Your guess is as good as mine.
В песне звучит акустическая и электрогитара. Композиция начинается со звучания приглушенной акустической рок-баллады, затем перерастает в рев электрогитары и парящий вокал. Трек также включает в себя ускоренный ритм метрономной игры на ударных.
Первая строка третьего стиха намекает на окончательный момент с загадочной предпосылкой на Бога. Грег Кот из Chicago Tribune прокомментировал, что строка «Бог дал тебе стиль и благодать» вокалист поет так, будто «каталогизируя качества, которые он только хотел бы иметь». Когда песня исполняется вживую, гитарист Джонни Бакленд начинает длинный гитарный рифф, а Крис Мартин играет на ритм-гитаре.

## Список композиций
| №  | Название                         | Длительность |
| -- | -------------------------------- | ------------ |
| 1. | «God Put a Smile upon Your Face» | 4:58         |
| 2. | «Murder»                         | 5:36         |

| №  | Название                         | Длительность |
| -- | -------------------------------- | ------------ |
| 1. | «God Put a Smile upon Your Face» | 4:58         |
| 2. | «Murder»                         | 5:36         |
| 3. | «Politik» (Live)                 | 6:44         |
| 4. | «Lips Like Sugar» (Live)         | 4:52         |

## Позиции в чартах
| Чарт (2003)    | Высшая позиция |
| -------------- | -------------- |
| 'Австралия     | 43             |
| Нидерланды     | 38             |
| Новая Зеландия | 35             |
| Польша         | 3              |

## Участники записи
- Крис Мартин - лид-вокал, ритм-гитара
- Джонни Бакленд – лид-гитара
- Гай Берриман – бас-гитара
- Уилл Чемпион – ударные, бэк-вокал